# James Frain
James Dominic Frain (Leeds, 1968. március 14. –) angol színész.
Számos televíziós sorozatban feltűnt, leginkább mellékszerepekben. Ő alakította Thomas Cromwellt a Tudorok (2007–2009), Franklin Mott vámpírt a True Blood – Inni és élni hagyni (2010), Richard Neville grófot A fehér királyné (2010), Ferdinand Chevaliert a Sötét árvák (2015–2017), Azraelt a Gotham (2015–2016) és Sareket a Star Trek: Discovery (2017–2019) epizódjaiban.
A filmvászonról az 1998-ban bemutatott Hilary és Jackie és az Elizabeth című életrajzi drámákból, továbbá a Titusz (1999) és a Monte Cristo grófja (2002) című könyvadaptációkból ismert.

## Fiatalkora és tanulmányai
Leeds-i születésű, de az essexi Stansted Mountfitchetben nőtt fel nyolcgyermekes családban, melyben ő a legidősebb testvér. Édesanyja tanárnő, édesapja tőzsdeügynök volt. Alapfokú tanulmányait a Newport Free Grammar School-ban végezte, majd a University of East Anglia hallgatója lett, ahol angol nyelvet, filmművészetet és drámát tanult. Ezt követően a londoni Central School of Speech and Drama intézményben is tanult.

## Pályafutása
1993-ban utolsó évét végezte a drámaiskolában, amikor Richard Attenborough filmrendező felfedezte és szerepet ajánlott neki: az Árnyékország című életrajzi drámában szerepelhetett Anthony Hopkins oldalán. 1995-ben a Semmi személyes című filmdrámában alakított északír terroristát. 1999-ben Szabó István A napfény íze című rendezésében tűnt fel. Ugyanebben az évben a Titus című Shakespeare-filmfeldolgozásban is játszott, ismét Hopkins mellett.
A 2000-es évektől főként televíziós szerepeket vállalt, de látható volt olyan filmekben is, mint a Hulla, hó, telizsák (2000), a Monte Cristo grófja (2002) és A tenger vadjai (2005). 2005-ben 10 epizód erejéig a 24 című sorozat 4. évadjában tűnt fel, Paul Raines szerepében. Az évtized során több történelmi sorozatban vállalt szerepléseket: Spartacus (2004), A nagy birodalom (2005), majd következett a Tudorok, melyben 2007–2009 között főszereplőként Thomas Cromwellt formálta meg. 

## Magánélete
2004-ben vette feleségül Marta Cunningham rendezőnőt, két gyermekük született.

## Filmográfia

### Film
| Év   | Magyar cím                              | Eredeti cím                          | Szerep                       | Magyar hang     |
| ---- | --------------------------------------- | ------------------------------------ | ---------------------------- | --------------- |
| 1993 | Árnyékország                            | Shadowlands                          | Peter Whistler               | Lux Ádám        |
| 1995 | Várva várt nagy kaland                  | An Awfully Big Adventure             | John Harbour                 |                 |
| 1995 | Semmi személyes                         | Nothing Personal                     | Kenny                        |                 |
| 1995 |                                         | Bruised Fruit (rövidfilm)            | Dan                          |                 |
| 1996 | Loch Ness                               | Loch Ness                            | Adrian Foote                 | Selmeczi Roland |
| 1997 |                                         | Red Meat                             | Victor                       |                 |
| 1997 | Robinson Crusoe kalandos élete          | Robinson Crusoe                      | Robert                       | Holl Nándor     |
| 1998 | Perlekedő szerelem                      | What Rats Won't Do                   | Jack                         | Weil Róbert     |
| 1998 | Hilary és Jackie                        | Hilary and Jackie                    | Daniel Barenboim             | Stohl András    |
| 1998 | Elizabeth                               | Elizabeth                            | Álvaro de la Quadra          | Galambos Péter  |
| 1998 | Vigo – Egy szenvedélyes élet            | Vigo: A Passion for Life             | Jean Vigo                    | Görög László    |
| 1999 | A napfény íze                           | Sunshine                             | Sonnenschein Gusztáv         | Stohl András    |
| 1999 | Titus                                   | Titus                                | Bassianus                    | Welker Gábor    |
| 2000 |                                         | Zero Eight (rövidfilm)               | ismeretlen szerep            |                 |
| 2000 | Hulla, hó, telizsák                     | Reindeer Games                       | Nick Cassidy                 | Crespo Rodrigo  |
| 2000 | A csodatevő                             | The Miracle Maker                    | Tamás apostol (hangja)       |                 |
| 2000 | Ahol a szív lakik                       | Where the Heart Is                   | Forney Hull                  | Dányi Krisztián |
| 2002 | Monte Cristo grófja                     | The Count of Monte Cristo            | J.F. Villefort               | Czvetkó Sándor  |
| 2005 | A tenger vadjai                         | Into the Blue                        | Reyes                        | Kapácsy Miklós  |
| 2006 | Harcvonal                               | The Front Line                       | Eddie Gilroy                 | Epres Attila    |
| 2008 | Valamit, valamiért                      | Quid Pro Quo                         | Dave atya                    | Hegedűs Miklós  |
| 2009 | Mindenki megvan                         | Everybody's Fine                     | Tom                          | Huszár Zsolt    |
| 2010 | Tron: Örökség                           | Tron: Legacy                         | Jarvis                       | Lux Ádám        |
| 2011 | Vizet az elefántnak                     | Water for Elephants                  | Rosie gondozója              | Dolmány Attila  |
| 2012 | Tranzit                                 | Transit                              | Marek                        | Mihályi Győző   |
| 2012 |                                         | Bert and Dickie                      | Jack Beresford               |                 |
| 2013 |                                         | All Things to All Men                | legfőbb ügyész               |                 |
| 2013 | A magányos lovas                        | The Lone Ranger                      | Barret                       | Welker Gábor    |
| 2013 |                                         | Alpha Alert                          | Andrews                      |                 |
| 2014 |                                         | Born of War                          | Simon                        |                 |
| 2015 |                                         | Olivia Martha Ilse (rövidfilm)       | William Bailey               |                 |
| 2016 |                                         | The Architect                        | Miles Moss                   |                 |
| 2019 |                                         | Against the Clock                    | Dr. A                        |                 |
| 2021 | Végtelen útvesztő 2. – Bajnokok csatája | Escape Room: Tournament of Champions | Henry (bővített változatban) | Fillár István   |

### Televízió
| Év        | Magyar cím                               | Eredeti cím                       | Szerep                            | Megjegyzések                                                     |
| --------- | ---------------------------------------- | --------------------------------- | --------------------------------- | ---------------------------------------------------------------- |
| 1993      |                                          | Soldier Soldier                   | Giles Chapman hadnagy             | 1 epizód                                                         |
| 1993      | Első számú gyanúsított                   | Prime Suspect 3                   | Jason Baldwin                     | minisorozat (1 epizód)                                           |
| 1995      | Hozományvadászok                         | The Buccaneers                    | Julius Folyat                     | minisorozat (5 epizód)                                           |
| 1995      |                                          | Devil's Advocate                  | Dr. Vesti                         | tévéfilm                                                         |
| 1996      | Raszputyin                               | Rasputin: Dark Servant of Destiny | Feliksz Juszupov herceg           | - tévéfilm - magyar hangja: - Breyer Zoltán                      |
| 1996      | Mesék a kriptából                        | Tales from the Crypt              | Elliot                            | 1 epizód                                                         |
| 1996      |                                          | Strangers                         | Dirk                              | 1 epizód                                                         |
| 1997      | Vízimalom                                | The Mill on the Floss             | Philip Wakem                      | - tévéfilm - magyar hangja: - Hevér Gábor                        |
| 1997      |                                          | Macbeth on the Estate             | Macbeth                           | tévéfilm                                                         |
| 2000      | Az Ezeregy éjszaka meséi                 | Arabian Nights                    | Schahzenan / Hárún ar-Rasíd       | - minisorozat (2 epizód) - ar-Rasíd magyar hangja: - Hevér Gábor |
| 2001      |                                          | Armadillo                         | Lorimer Black                     | minisorozat (3 epizód)                                           |
| 2002      |                                          | The Vice                          | Gordon Ellis                      | 1 epizód                                                         |
| 2002      | Háború a háborúról                       | Path to War                       | Richard N. Goodwin                | - tévéfilm - magyar hangja: - Dányi Krisztián                    |
| 2002      |                                          | The Project                       | Harvey                            | tévéfilm                                                         |
| 2003      |                                          | Leonardo                          | Cesare Borgia                     | minisorozat (1 epizód)                                           |
| 2004      | Spartacus                                | Spartacus                         | David                             | - minisorozat (2 epizód) - magyar hangja: - Görög László         |
| 2004      |                                          | Pilot Season                      | Jeremy Pilodes                    | minisorozat                                                      |
| 2005      | 24                                       | 24                                | Paul Raines                       | 10 epizód                                                        |
| 2005      | Mrs. Klinika                             | Strong Medicine                   | festő                             | 1 epizód                                                         |
| 2005      | A nagy birodalom                         | Empire                            | Marcus Iunius Brutus              | minisorozat (6 epizód)                                           |
| 2005      | A médium                                 | Medium                            | Calley                            | 1 epizód                                                         |
| 2005      | A küszöb                                 | Threshold                         | Lavory tiszteletes                | 1 epizód                                                         |
| 2006      | Rejtélyek városa                         | Invasion                          | Eli Szura                         | 7 epizód                                                         |
| 2006      | A főnök                                  | The Closer                        | Paul Andrews                      | 1 epizód                                                         |
| 2007      | Gyilkos számok                           | Numbers                           | Allister McClair                  | 1 epizód                                                         |
| 2007–2009 | Tudorok                                  | The Tudors                        | Thomas Cromwell                   | főszereplő (24 epizód)                                           |
| 2008      | Esküdt ellenségek: Bűnös szándék         | Law & Order: Criminal Intent      | Dean Holiday                      | 1 epizód                                                         |
| 2008–2009 | A rejtély                                | Fringe                            | Salman Kohl                       | 2 epizód                                                         |
| 2009      | Célkeresztben                            | In Plain Sight                    | Phillip Ashmore / Phillip Andrews | 1 epizód                                                         |
| 2009      | A Grace klinika                          | Grey's Anatomy                    | Tom Crowley                       | 1 epizód                                                         |
| 2009      | Hazudj, ha tudsz!                        | Lie to Me                         | Lance McClellan                   | 1 epizód                                                         |
| 2009      | Esküdt ellenségek: Különleges ügyosztály | Law & Order: Special Victims Unit | Martin Gold                       | 1 epizód                                                         |
| 2009      | Kaliforgia                               | Californication                   | Paul Rider                        | 1 epizód                                                         |
| 2009–2010 | FlashForward – A jövő emlékei            | FlashForward                      | Dr. Gordon Myhill                 | 2 epizód                                                         |
| 2010      | CSI: A helyszínelők                      | CSI: Crime Scene Investigation    | Jeffrey Hughes                    | 1 epizód                                                         |
| 2010      | Démoni ereklye                           | Dark Relic                        | Sir Gregory                       | tévéfilm                                                         |
| 2010      | Miami trauma                             | Miami Medical                     | Brian                             | 1 epizód                                                         |
| 2010      | Lépéselőnyben                            | Leverage                          | John Douglas Keller               | 1 epizód                                                         |
| 2010      | True Blood – Inni és élni hagyni         | True Blood                        | Franklin Mott                     | 8 epizód                                                         |
| 2010      | CSI: Miami helyszínelők                  | CSI: Miami                        | Richard Ellison                   | 1 epizód                                                         |
| 2011      | A Köpeny                                 | The Cape                          | Peter Fleming / Chess             | főszereplő (10 epizód)                                           |
| 2011      | Minden lében négy kanál                  | Burn Notice                       | James Forte                       | 1 epizód                                                         |
| 2012      | A mentalista                             | The Mentalist                     | Terry Murphy                      | 1 epizód                                                         |
| 2012–2013 | Grimm                                    | Grimm                             | Eric Renard                       | 8 epizód                                                         |
| 2013      | A fehér királyné                         | The White Queen                   | Királycsináló Warwick             | minisorozat (5 epizód)                                           |
| 2013      | Az Álmosvölgy legendája                  | Sleepy Hollow                     | Rutelidge                         | 1 epizód                                                         |
| 2013      |                                          | The Tunnel                        | John Sumner                       | főszereplő (4 epizód)                                            |
| 2014      | Végzetes bizonyíték                      | Reckless                          | Stanford Ashby                    | 1 epizód                                                         |
| 2014      |                                          | Intruders                         | Richard Shepherd                  | főszereplő (8 epizód)                                            |
| 2015      | Carter ügynök                            | Agent Carter                      | Leet Brannis                      | 2 epizód                                                         |
| 2015      | True Detective – A törvény nevében       | True Detective                    | Kevin Burris                      | főszereplő (7 epizód)                                            |
| 2015–2016 | Gotham                                   | Gotham                            | Theo Galavan / Azrael             | főszereplő (16 epizód)                                           |
| 2015–2017 | Sötét árvák                              | Orphan Black                      | Ferdinand Chevalier               | 8 epizód                                                         |
| 2017      | Hawaii Five-0                            | Hawaii Five-0                     | Sebastian Wake                    | 1 epizód                                                         |
| 2017–2019 | Star Trek: Discovery                     | Star Trek: Discovery              | Sarek                             | visszatérő szereplő (9 epizód)                                   |
| 2019      |                                          | The Twilight Zone                 | Allendale ügynök                  | 1 epizód                                                         |
| 2019      | Sherlock és Watson                       | Elementary                        | Odin Reichenbach                  | 7 epizód                                                         |
| 2020      | Hétköznapi vámpírok – A sorozat          | What We Do in the Shadows         | Black Peter                       | 1 epizód                                                         |
| 2021      |                                          | Showtrial                         | Sir Damian Campbell               | minisorozat (5 epizód)                                           |

### Videójátékok
| Év   | Cím                    | Szerep               |
| ---- | ---------------------- | -------------------- |
| 2010 | Tron: Evolution        | Zuse                 |
| 2021 | Call of Duty: Vanguard | Henry Hamms őrmester |

## Fordítás
- Ez a szócikk részben vagy egészben  a   James Frain című angol Wikipédia-szócikk fordításán alapul.  Az eredeti cikk szerkesztőit annak laptörténete sorolja fel. Ez a jelzés csupán a megfogalmazás eredetét és a szerzői jogokat jelzi, nem szolgál a cikkben szereplő információk forrásmegjelöléseként.